# Persone di nome Marcus/Cestisti
| Questa pagina contiene informazioni ricavate automaticamente dalle voci biografiche con l'ausilio del template Bio e di un bot. L'aggiornamento è periodico e automatico e ricostruisce completamente la pagina. Se manca una persona in questa lista, sei pregato di non aggiungerla, ma accertati piuttosto che la sua voce biografica contenga il template Bio e che i dati anagrafici siano correttamente compilati. Se il template Bio manca, inseriscilo tu stesso o, in alternativa, metti l'avviso {{tmp\|Bio}} che ne segnala la mancanza. Se i dati riportati sono sbagliati, correggi direttamente la voce biografica; le modifiche saranno visibili in questa lista entro pochi giorni. Per chiarimenti vedi il progetto antroponimi. La lista contiene solo le 65 persone che sono citate nell'enciclopedia e per le quali è stato implementato correttamente il template Bio. Pagina aggiornata al 6 giu 2025. |

Questa è una lista di persone presenti nell'enciclopedia che hanno il nome Marcus e sono cestisti.

## A(1)
- Marcus Allen, ex cestista statunitense (Phoenix, n. 1994)

## B(4)
- Marcus Bagley, cestista statunitense (Tempe, n. 2001)
- Marcus Bingham, cestista statunitense (Grand Rapids, n. 2000)
- Mark Bradtke, ex cestista australiano (Adelaide, n. 1968)
- Marcus Brown, ex cestista e allenatore di pallacanestro statunitense (West Memphis, n. 1974)

## C(6)
- Marcus Camby, ex cestista statunitense (Hartford, n. 1974)
- Marcus Campbell, ex cestista statunitense (Winter Haven, n. 1982)
- Marcus Capers, ex cestista statunitense (Winter Haven, n. 1989)
- Marcus Carr, cestista canadese (Toronto, n. 1999)
- Marcus Cousin, ex cestista statunitense (Baltimora, n. 1986)
- Chris Crawford, cestista statunitense (Memphis, n. 1992)

## D(6)
- Mark Dalton, ex cestista e allenatore di pallacanestro australiano (Sydney, n. 1964)
- Marcus Denmon, cestista statunitense (Kansas City, n. 1990)
- Marcus Derrickson, cestista statunitense (Washington, n. 1996)
- Marcus Douthit, ex cestista statunitense (Syracuse, n. 1980)
- Marcus Dove, cestista statunitense (Bellflower, n. 1985)
- Marcus Vinícius Dias, cestista brasiliano (Rio de Janeiro, n. 1923 - † 1992)

## E(1)
- Marcus Eriksson, ex cestista svedese (Uppsala, n. 1993)

## F(3)
- Marcus Faison, ex cestista statunitense (Fayetteville, n. 1978)
- Marcus Foster, cestista statunitense (Wichita Falls, n. 1995)
- Marc Freiberger, cestista statunitense (Amarillo, n. 1928 - Winston-Salem, † 2005)

## G(6)
- Marcus Garrett, cestista statunitense (Dallas, n. 1998)
- Marcus Georges-Hunt, cestista statunitense (Miami, n. 1994)
- Marcus Gilbert, cestista statunitense (Smyrna, n. 1993)
- Marcus Ginyard, ex cestista statunitense (Rochester, n. 1987)
- Marcus Gomis, cestista francese (n. 2000)
- Marcus Goree, ex cestista statunitense (Dallas, n. 1977)

## H(5)
- Marcus Haislip, ex cestista statunitense (Lewisburg, n. 1980)
- Marcus Hall, ex cestista statunitense (Houston, n. 1985)
- Marcus Hammond, cestista statunitense (Queens, n. 2000)
- Marcus Hatten, ex cestista statunitense (Baltimora, n. 1980)
- Marcus Hubbard, ex cestista statunitense (Palm Beach, n. 1983)

## I(1)
- Marc Iavaroni, ex cestista e allenatore di pallacanestro statunitense (Jamaica, n. 1956)

## K(2)
- Marcus Keene, cestista statunitense (San Antonio, n. 1995)
- Marcus Kennedy, ex cestista statunitense (Highland Park, n. 1967)

## L(4)
- Marcus Landry, ex cestista statunitense (Milwaukee, n. 1985)
- Marcus Lee, cestista statunitense (San Francisco, n. 1994)
- Marcus Lewis, ex cestista statunitense (Long Beach, n. 1986)
- Marcus Liberty, ex cestista statunitense (Chicago, n. 1968)

## M(3)
- Marcus Melvin, ex cestista statunitense (Fayetteville, n. 1982)
- Marcus Moore, ex cestista statunitense (Inglewood, n. 1980)
- Marcus Morris, cestista statunitense (Filadelfia, n. 1989)

## N(1)
- Marcus Norris, ex cestista statunitense (Jackson, n. 1974)

## O(1)
- Marcus Oliver, ex cestista americo-verginiano (Saint Thomas, n. 1980)

## P(2)
- Marcus Paige, ex cestista statunitense (Cedar Rapids, n. 1993)
- Marcus Posley, ex cestista statunitense (Rockford, n. 1994)

## R(1)
- Marcus Relphorde, cestista statunitense (Chicago, n. 1988)

## S(6)
- Marcus Santos-Silva, cestista statunitense (Boston, n. 1997)
- Marcus Sasser, cestista statunitense (Dallas, n. 2000)
- Marcus Simmons, ex cestista statunitense (Alexandria, n. 1988)
- Marcus Slaughter, ex cestista statunitense (San Leandro, n. 1985)
- Marcus Sloan, ex cestista statunitense (Houston, n. 1982)
- Marcus Smart, cestista statunitense (Dallas, n. 1994)

## T(4)
- Marcus Vinicius Urban Toledo dos Reis, cestista brasiliano (Araraquara, n. 1986)
- Marcus Taylor, ex cestista statunitense (Lansing, n. 1981)
- Marcus Thornton, ex cestista statunitense (Baton Rouge, n. 1987)
- Marcus Thornton, cestista statunitense (Upper Marlboro, n. 1993)

## V(1)
- Marcus Vinicius Vieira de Sousa, cestista brasiliano (Rio de Janeiro, n. 1984)

## W(6)
- Marcus Walker, ex cestista statunitense (Kansas City, n. 1986)
- Marcus Weathers, cestista statunitense (Roeland Park, n. 1997)
- Marcus Webb, ex cestista statunitense (Montgomery, n. 1970)
- Marcus Williams, ex cestista statunitense (Los Angeles, n. 1985)
- Marcus Williams, ex cestista statunitense (Seattle, n. 1986)
- Mark Workman, cestista statunitense (Logan, n. 1930 - Bradenton, † 1983)

## Z(1)
- Marcus Zegarowski, cestista statunitense (Hamilton, n. 1998)